# Publick Occurrences Both Forreign and Domestick
Publick Occurrences Both Forreign and Domestick foi o primeiro jornal de várias páginas publicado na América colonial britânica. Depois de sua primeira edição, que trazia um relato que ofendia o governador colonial, o jornal foi prontamente fechado pelas autoridades coloniais britânicas, apenas dias depois. Nenhum outro jornal apareceria nas colônias até quatorze anos depois.